# 레일라 밀라니

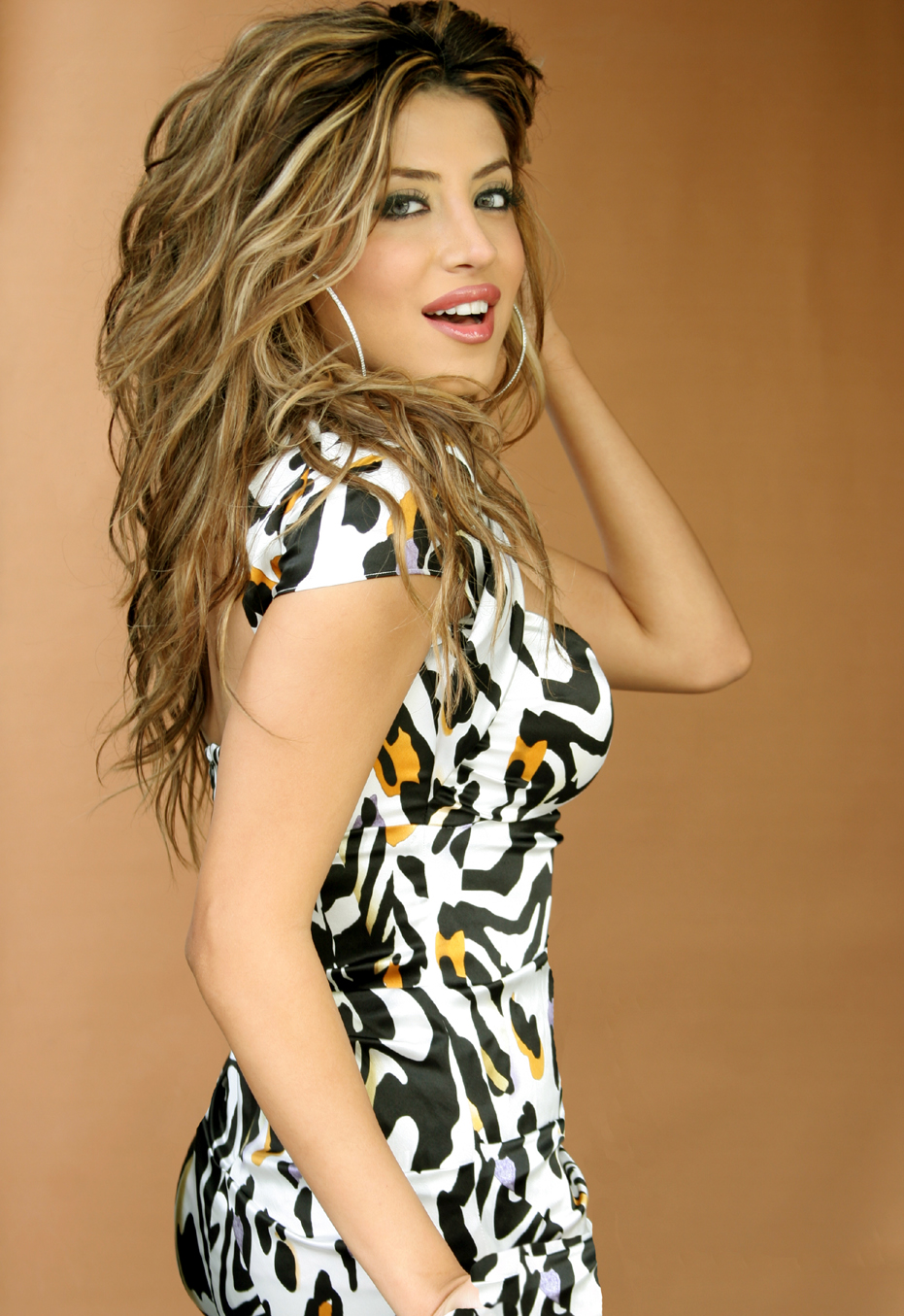

레일라 밀라니(Leyla Milani, 1982년 4월 2일 ~ )는 캐나다의 배우, 모델, 영화배우이다.
토론토에서 태어났다.

## 방송
2005 WWE 디바 서치, 라스베가스, 룰스 오브 인게이지먼트, 디자이어 등에 출연했다.